# Al McCoy
Al McCoy (Rosenhayn, 23 de outubro de 1894 - Los Angeles, 22 de agosto de 1966) foi um pugilista americano, campeão mundial dos pesos-médios entre 1914 e 1917.

## Biografia
Al McCoy, cujo nome verdadeiro era Alexander Rudolph, começou a lutar boxe em 1910, aos dezesseis anos de idade. Não era um lutador popular, sendo amplamente desconhecido, quando em 1914 conquistou o título mundial dos pesos-médios.
Lutando contra o campeão George Chip, McCoy surpreendeu a todos, quando em menos de dois minutos de luta transcorridos levou o campeão à lona. Naquele momento, McCoy não só havia se tornado o novo campeão dos pesos-médios, bem como também o primeiro lutador canhoto da história a conquistar um título mundial.
Após a conquista do título, entre 1915 e 1917, McCoy colocou seu cinturão em disputa em seis oportunidades. Nas cinco primeiras vezes, todas as lutas terminaram sem um resultado oficial, de modo que McCoy assim foi mantendo seu cinturão.
Porém, em 1917, os dias de McCoy como campeão tiveram seu fim, quando Mike O'Dowd tomou-lhe o título, em uma luta que terminou com um nocaute no sexto assalto.
Depois de perder o título, McCoy seguiu lutando até 1920, quando aparentemente havia decidido encerrar sua carreira. Todavia, três anos mais tarde, McCoy estava de volta aos ringues, para realizar suas exibições finais.